# نيد فور سبيد هيت
نيد فور سبيد هيت (بالإنجليزية: Need for Speed Heat)‏، هي لعبة فيديو من نوع سباق السيارات، صدرت اللعبة في 8 نوفمبر 2019م، وتعمل على منصات بلاي ستيشن 4 وإكس بوكس ون ومايكروسوفت ويندوز، تدعم اللعبة 13 لغة، ومن بينها العربية.  

## روابط خارجية
- نيد فور سبيد هيت على موقع IMDb (الإنجليزية)